# 無痛 (哲學)
無痛（古希臘語：ἀπονία，英語：Aponia）是痛苦的缺乏。其被伊比鳩魯學派看待為身體快樂的頂點。与其他希腊化哲学类似，伊比鸠鲁学派也认为快乐是人生的终极目的，并将快乐定义为身心毫无苦楚的状态，即“无痛”。只有人们达到“无痛”的境界时，才能称得上是达到了极致的快乐。